# Huttons Ambo
Huttons Ambo är en civil parish i Storbritannien.   Den ligger i grevskapet North Yorkshire och riksdelen England, i den centrala delen av landet, 290 km norr om huvudstaden London. Antalet invånare är 270.